# 斯蒂芬納斯·凱瑞斯
斯蒂芬纳斯·凯瑞斯（立陶宛語：发音ⓘ、1879年1月3日［儒略曆1878年12月20日］-1964年12月16日）是立陶宛工程师和社会民主主义者。他是《立陶宛独立法案》的签署者之一。